# Olmedilla de Eliz
Olmedilla de Eliz es un municipio y localidad española de la provincia de Cuenca, en la comunidad autónoma de Castilla-La Mancha. El término municipal tiene una población de 19 habitantes (INE 2024).

## Historia
A mediados del siglo XIX, el lugar tenía contabilizada una población de 223 habitantes. La localidad aparece descrita en el duodécimo volumen del Diccionario geográfico-estadístico-histórico de España y sus posesiones de Ultramar de Pascual Madoz de la siguiente manera:

OLMEDILLA DE ELIZ: l. con ayunt. en la prov. y dióc. de Cuenca (6 leg.), part. jud. de Priego (3), aud. terr. de Albacete (27) y c, g. de Castilla la Nueva (Madrid 18): sit. en la falda de un pequeño cerro que lo domina por el S. pero en sitio llano; su clima es algo frio; los vientos que mas le baten los del N. y E., y las enfermedades mas frecuentes son catarros y dolores de cabeza. Consta de 60 casas de mediana construccion; casa de ayunt. y cárcel; a la escuela de primeras letras concurren 10 niños, y el maestro es pagado por los padres de los alumnos; la calidad de las aguas es buena, pero están fuera de la pobl.; hay una igl. parr. bajo la advocacion de San Andrés apóstol, está servida por un cura de primer ascenso y un teniente para el anejo Castillo de Albarañez; al E. del pueblo y á corta dist. se halla la ermita de Sta. Maria Magdalena. El térm. confina por N. con Cañaveras; E. el anejo; S. Villarejo del Espartal, y O. Olmeda de la Cuesta; su terreno es arenisco y medianamente productivo: los caminos son locales, y su estado regular: la correspondencia se recibe desde Gascueña los jueves y lunes de cada semana. prod.: trigo, cebada, centeno, avena, legumbres aunque pocas, y algun vino y aceite, este último de esquisita calidad; se cria ganado lanar de la clase de churro, y caza de liebres, conejos y perdices. ind.: la agrícola y ganaderia. comercio: la venta de granos y la importacion de arroz, bacalao y otros art. de consumo ordinario. pobl.:: 56 vec., 223 alm. cap. prod.: 474,300 rs. imp.: 23,715. El presupuesto municipal asciende á 1,000 rs. y se cubre por reparto vecinal.
(Madoz, 1849, p. 250)

## Demografía
Olmedilla de Eliz cuenta con una población de 19 habitantes (INE 2024).
| Gráfica de evolución demográfica de Olmedilla de Eliz entre 1842 y 2021                                             |
| |
| Población de derecho según los censos de población del INE Población de hecho según los censos de población del INE |

| 1991 |  | 1996 |  | 2001 |  | 2013 |  | 2016 |
| ---- |  | ---- |  | ---- |  | ---- |  | ---- |
| 36   |  | 36   |  | 29   |  | 22   |  | 16   |

## Política y administración pública
Alcaldes
| Periodo   | Nombre                         | Partido |
| --------- | ------------------------------ | ------- |
| 2019-2023 | Cristina Valverde De las Heras | PP      |

## Patrimonio

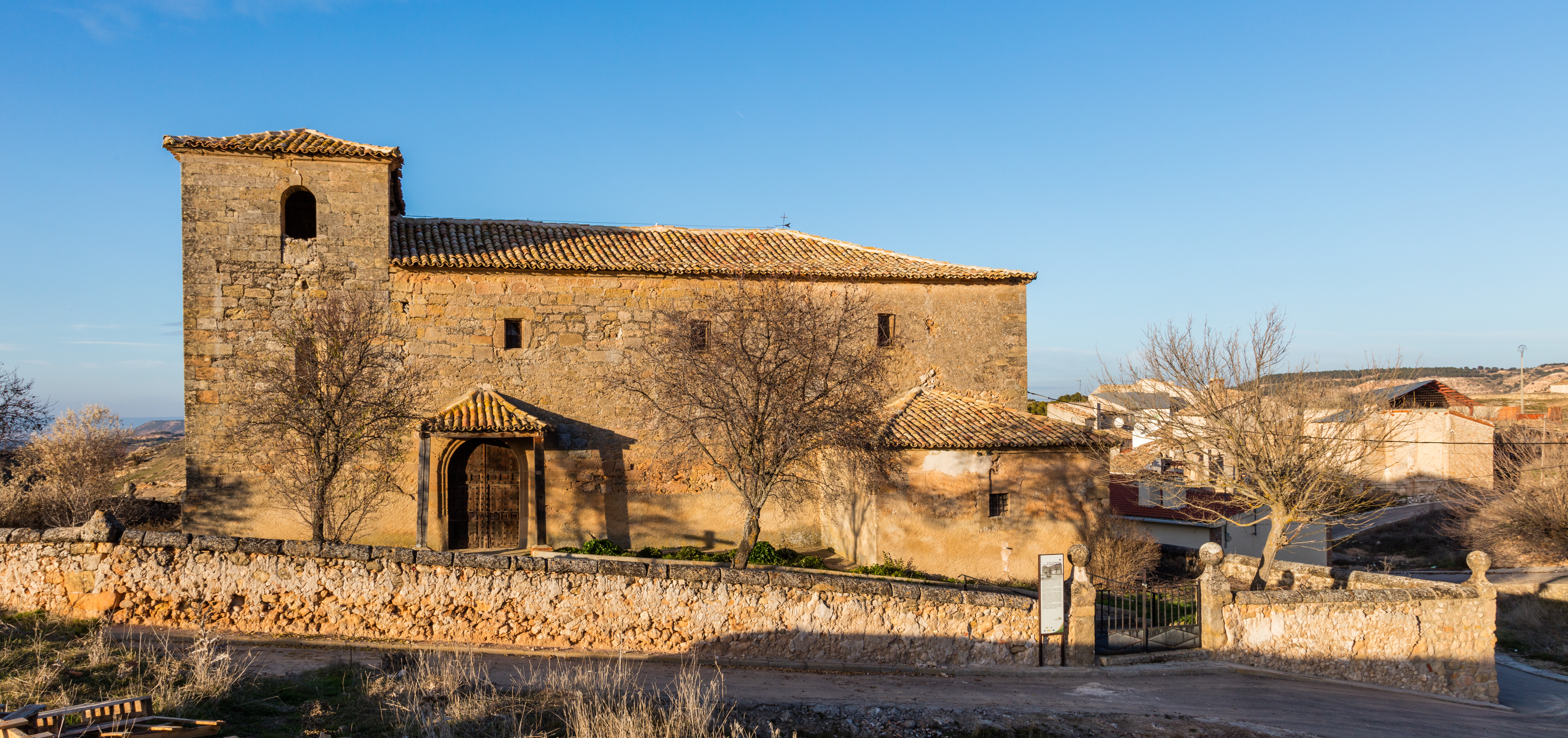
Iglesia de San Andrés

En la localidad hay una iglesia parroquial bajo la advocación de San Andrés Apóstol.